# Kobra środkowoazjatycka
Kobra środkowoazjatycka (Naja oxiana) – gatunek jadowitego węża z rodziny zdradnicowatych (Elapidae). Występuje na terenach od Morza Kaspijskiego aż po północno-zachodnie Indie. Jako jedna z dwóch kobr azjatyckich nie potrafi pluć jadem, tylko jej ukąszenie może stanowić śmiertelne zagrożenie dla ludzi.
Opis: osiąga długość do 1,7 m; ciemnożółta lub jasnobrązowa.

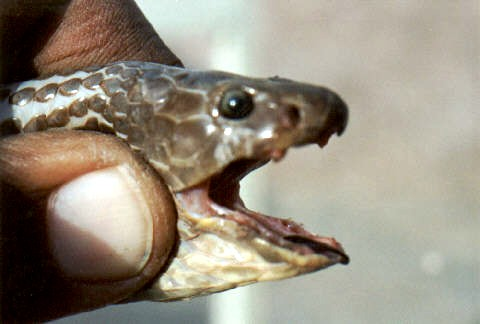
Głowa kobry środkowoazjatyckiej